# Rodolfo Brancoli
Rodolfo Brancoli (Roma, 20 dicembre 1939) è un giornalista e scrittore italiano.

## Biografia

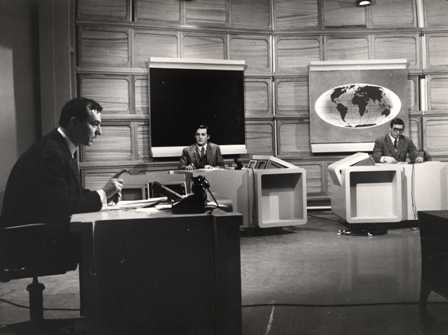
Piero Angela (a sinistra), Rodolfo Brancoli (al centro) ed Ottavio Di Lorenzo durante il telegiornale RAI delle 13:30 nel 1968.

Nel 1968 è nella squadra dei primi conduttori del telegiornale delle ore 13:30 nel 1968 insieme ad Ottavio Di Lorenzo, Piero Angela, Mario Pastore ed Andrea Barbato.  
Nel 1972 è in video il giorno dell'attentato terroristico di Piazza Fontana a Milano (TG2 serale, 12 dicembre 1969).
Nel 1976 è corrispondente Rai dagli Stati Uniti. Pubblica il suo primo libro (Gli USA e il PCI) in cui analizza l'ostilità degli americani verso l'ingresso dei comunisti nel governo italiano.

Nel 1977 realizza con il cineasta Giuliano Montaldo l'inchiesta Sacco e Vanzetti Day.
Poi accetta l'offerta di Eugenio Scalfari, che nel 1976 ha fondato «la Repubblica». È l'inviato all'estero del quotidiano romano. Alla fine degli anni 1980 passa al concorrente «Corriere della Sera», diretto da Piero Ostellino. Scrive tre esaurienti libri sul rapporto tra informazione e politica nella democrazia americana.
Tornato in Italia, è direttore del TG1 per un breve periodo nel 1996.
Ha lavorato nello staff di Romano Prodi dal 2004 al 2008 come responsabile dei rapporti con la stampa estera. Durante questo periodo, Prodi fu dal 2006 al 2008 Presidente del Consiglio dei ministri.
È stato anche direttore della casa editrice bresciana «Governareper», che è anche il nome della "fondazione-cassaforte" di Prodi nella quale confluiscono i fondi per le primarie e le politiche.

## Premi e riconoscimenti
- 1986: Colomba d'Oro per la Pace;
- 1987: Premio Rhegium Julii per I nuovi russi (Garzanti, 1986)[5].

## Opere
- Gli USA e il PCI. Le personalità della politica e della cultura americana di fronte al “rischio Italia” dopo il 15 giugno, Milano, Garzanti, 1976
- Spettatori interessati. Gli Stati Uniti e la crisi italiana, 1975-1980, Milano, Garzanti, 1980

Trilogia sull'etica pubblica negli Stati Uniti e in Italia:
1. In nome della lobby. Politica e denaro in una democrazia, Milano, Garzanti, 1990
2. Il ministero dell'onestà. Come gli Stati Uniti si difendono dalla corruzione pubblica e come potrebbe farlo l'Italia, Milano, Garzanti, 1993
3. Il risveglio del guardiano, Milano, Garzanti, 1994

- I nuovi russi, Milano, Garzanti, 1986
- Fine corsa. Le sinistre italiane dal governo al suicidio, Milano, Garzanti, 2008